# Acer mirabile
Acer mirabile é uma espécie de árvore do gênero Acer, pertencente à família Aceraceae.